# William Popp
William Popp (ポープ・ウィリアム Popp William?), född 21 oktober 1994 i Tokyo prefektur, är en japansk fotbollsspelare.
Popp började sin karriär 2013 i Tokyo Verdy. Efter Tokyo Verdy spelade han för FC Gifu, Kawasaki Frontale, Oita Trinita och Fagiano Okayama.